# Locorotondo
Locotorondo är en kommun och kommunhuvudort i storstadsregionen Bari, innan 2015 provinsen Bari, i Apulien i Italien. Kommunen hade 14 190 invånare (2017).
Orten är känd för sina viner och för sin ursprungligen runda stadsplan. Den delen av staden är numera dess historiska centrum. Locorotondo ligger sydost om Murgia, nere i Itriadalen, som har många runda hus av den typ som kallas trulli.
Locorotondo brukar listas som en av de vackraste städerna i Italien.

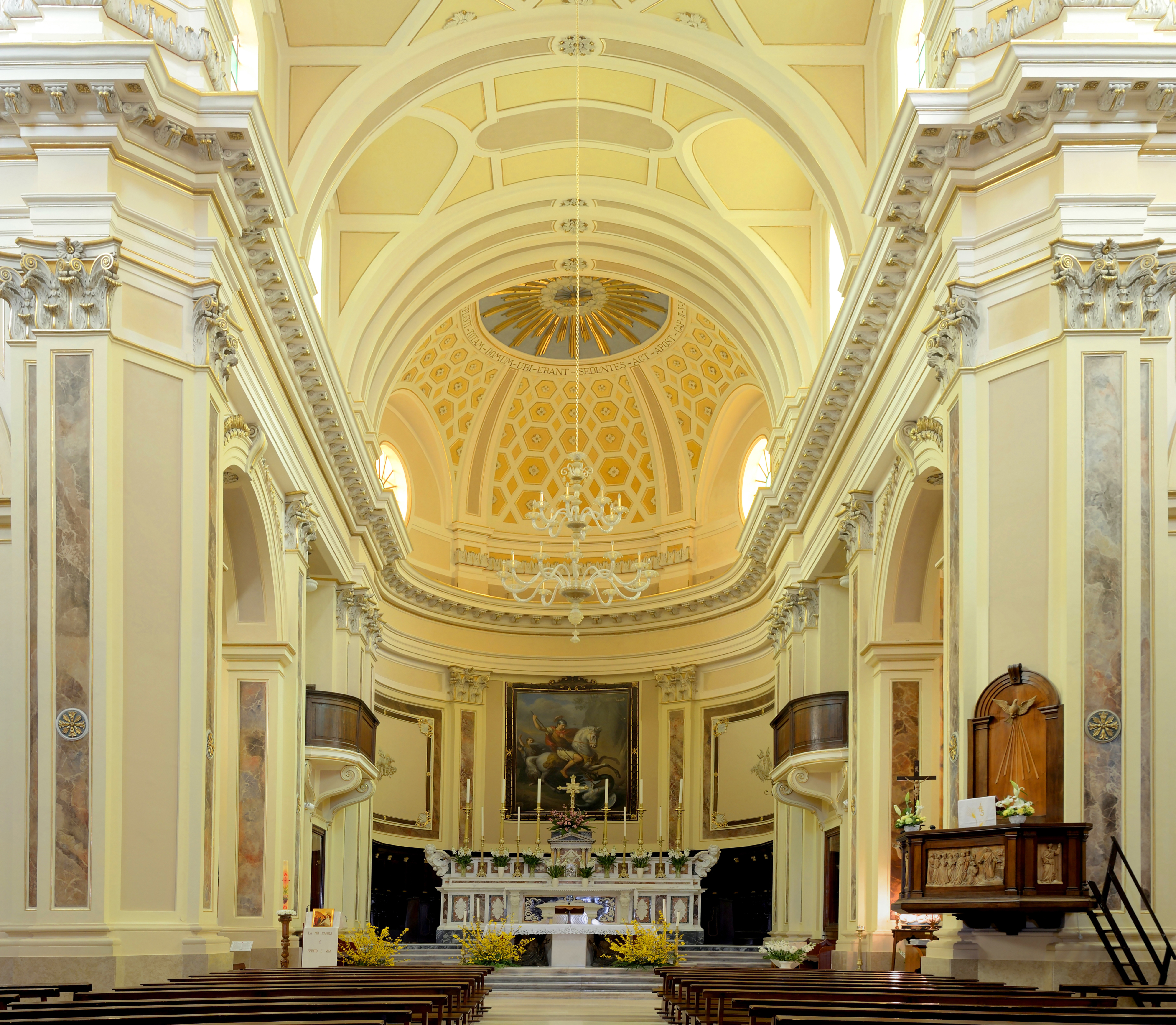
Interiör från San Giorgio martyrens kyrka.